# 西城沼公園
西城沼公園（にしじょうぬまこうえん）は埼玉県蓮田市に所在する、蓮田市が設置・管理・運営する公園である。

## 概要
この西城沼公園は縄文時代の奥東京湾の海退時に取り残された「海跡湖」の名残である「西城沼」を囲うように整備され、1978年（昭和53年）より着工し、1992年（平成4年）に開園した公園（地区公園）である。建設の際には蓮田市内の建設残土が利用されている。園内には周回できるウォーキングロードがあり、1周850 mのコースとなっている。西城沼のほとりには釣り場が設けられており、釣りを行うことが可能であるが、ルアーやリールなどの投げ釣りは禁止されている。公園に所在する万葉植物として「いろはもみじ」・「つつじ」・「小竹」・「黄楊」・「けやき」・「椿」・「小楢」・「柳」・「芝」・「紫陽花」・「桜」・「馬酔木」・「蓮」があり、歌の解釈書が管理事務所に置かれている。また園内には桜の木が植樹されているため、春には蓮田市内の桜名所の一つとなる。現在、西城沼公園は避難所に指定されている。

## 施設
- 公園管理事務所
- 入口広場
- いこいの森
- 公衆電話
- トイレ
- 駐車場
- 駐輪場
- 西城沼
  - 釣り場
- じゃぶじゃぶ川
- 桜の丘
- 菖蒲園
- アスレチック広場
  - ローラー滑り台
  - 迷路
- 催物広場
- 多目的芝生広場
- レストコーナー
- ゲートボールコート
- バスケットボールコート(ハーフコート)
- どんぐりの森
- ベンチ
- あずまや
- 遊歩道（園路） - 公園を一周するように整備されている。

## 所在地
- 〒349-0143
- 埼玉県蓮田市大字城637-1[3]

## 交通
- 蓮田駅東口より朝日バスの「蓮田駅東口」バス停より「西新宿経由」に乗車、「西城沼公園」にて下車、バス停より北方へ徒歩すぐ[4]。
- 蓮田駅西口より北北東方へ徒歩にて約30分。（距離約1.8 km）[5]

## 周辺
- 東城沼
- 城自治会館
- 埼玉県道3号さいたま栗橋線
- 中島公園
- 貝和田公園
- ふわふあの森（緑地）
- 天満神社
- 阿弥陀堂